# Auch (Album)
auch ist das zwölfte reguläre Studioalbum der deutschen Rockband Die Ärzte, das am 13. April 2012 veröffentlicht wurde.

## Hintergrund
Nachdem Die Ärzte bereits 2007 bei der Produktion des Albums Jazz ist anders ohne ihren langjährigen Produzenten Uwe Hoffmann gearbeitet hatten, wurden die neuen Stücke mit dem TeamTonic, bestehend aus Mirko Schaffer, Oliver Zülch und Philipp Hoppen, aufgenommen. Außerdem trennten sie sich von Thomas „Schwarwel“ Meitsch, der seit 1993 die grafischen Inhalte für sämtliche Veröffentlichungen der Band gestaltet hatte. Neuer Grafiker war der Hamburger Felix Schlüter, der das Album-Design gestaltete und für das neue Merchandising verantwortlich zeichnet. Im Vorfeld wurde zu jedem Titel des Albums ein Video gedreht, das die Band beim Spielen zeigt, zudem wurde jeweils ein animiertes Video in Auftrag gegeben. Insgesamt entstanden somit 32 Videos zum Album. Als Vorabsingle in EP-Länge erschien am 2. März 2012 der Titel zeiDverschwÄndung. Am 3. April folgte auf dem YouTube-Kanal der Band der Song Sohn der Leere samt Video.
Nach der Veröffentlichung des Albums legten die Mitglieder die Band aufgrund persönlicher Zerwürfnisse zwei Jahre lang auf Eis.

## Verpackung und Inhalt
Die Verpackung ist im Stil eines Gesellschaftsspiels gestaltet. Das Booklet der CD ist ausklappbar und dient als Spielfeld. Als Spielfiguren liegen drei Kronkorken bei. Als Drehscheibe im Spiel dient die CD.

## Kommerzieller Erfolg
Das Album erreichte Platz eins der deutschen Charts und konnte sich insgesamt 35 Wochen in den Top 100 halten. Darüber hinaus erreichte das Album ebenfalls die Chartspitze der deutschen Independentcharts. 2012 belegte auch Rang acht der deutschen Album-Jahrescharts sowie Rang vier der deutschen Independent-Jahrescharts. Das Album wurde für 200.000 verkaufte Einheiten in Deutschland mit Platin ausgezeichnet. Des Weiteren wurde das Album in Österreich mit einer Goldenen Schallplatte ausgezeichnet.

## Titelliste
1. Ist das noch Punkrock? – 3:00 (Musik/Text: Farin Urlaub)
2. Bettmagnet – 3:08 (M/T: Bela B.)
3. Sohn der Leere – 3:42 (M/T: Rodrigo González)
4. TCR – 3:44 (M/T: Farin Urlaub)
5. Das darfst du – 3:19 (M/T: Bela B.)
6. Tamagotchi – 3:05 (M: Rodrigo González; T: Bela B., Farin Urlaub)
7. M&F – 4:15 (M/T: Farin Urlaub)
8. Freundschaft ist Kunst – 3:20 (M/T: Bela B.)
9. Angekumpelt – 2:32 (M/T: Farin Urlaub, Rodrigo González)
10. Waldspaziergang mit Folgen – 3:25 (M/T: Farin Urlaub)
11. Fiasko – 2:43 (M/T: Farin Urlaub)
12. Miststück – 3:38 (M/T: Bela B.)
13. Das finde ich gut – 2:29 (M/T: Rodrigo González)
14. Cpt. Metal – 4:37 (M/T: Farin Urlaub)
15. Die Hard – 2:19 (M/T: Rodrigo González)
16. zeiDverschwÄndung – 2:55 (M/T: Bela B.)

### Single – ZeiDverschwÄndung
1. zeiDverschwÄndung (M/T: Bela B.)
2. Mutig (M/T: Farin Urlaub)
3. Quadrophenia (M/T: Rodrigo González)
4. Will dich zurück (M/T: Bela B.)
5. zeiDverschwÄndung Video

### Single – M&F
1. M&F (M/T: Farin Urlaub)
2. Endstück des Eros (M/T: Bela B.)
3. Generation Ä (M/T: Farin Urlaub)
4. M&F Video

### Single – Ist das noch Punkrock?
1. Ist das noch Punkrock? (M/T: Farin Urlaub)
2. Hymne Wider Willen (M/T: Julia Laterne)
3. Laternencharge (M/T: Jack Laterne)
4. Laternen-Joe (M/T: Jealousy Laterne)
5. Voice of Joe (M/T: Jealousy Laterne)
6. Ist das noch Punkrock? Video

### Single – Waldspaziergang mit Folgen / Sohn der Leere
1. Waldspaziergang mit Folgen (M/T: Farin Urlaub)
2. Sohn der Leere (M/T: Rodrigo González)
3. Waldspaziergang mit Gott (M: Farin Urlaub; T: Bela B.)
4. Lohn der Lehre (M: Rodrigo González; T: Bela B.)
5. Waldspaziergang mit Folgen Video
6. Sohn der Leere Video